# Acacia melanoxylon
L'acacia nera (Acacia melanoxylon R.Br., 1813) è una pianta della famiglia delle Fabaceae, originaria dell'Australia.

## Distribuzione e habitat
La specie è nativa dell'australia sud-orientale (Nuovo Galles del Sud, Queensland, Australia Meridionale, Tasmania, Victoria).
È stata spesso introdotta in aree lontane dalla terra di origine in quanto piuttosto resistente al fuoco.
In Italia è presente, con un discreto numero di esemplari, in Liguria in prossimità di Punta Moneglia contendendo lo spazio a specie autoctone come il corbezzolo (Arbutus unedo) ed il leccio (Quercus ilex).
Nella provincia di Latina si trova nel piano dominato di alcune fasce frangivento a prevalenza di Eucalyptus spp. nei comuni di Latina e Sabaudia. In quest'ultimo comune può trovarsi all'interno di fasce frangivento di origine artificiale in stato di purezza.